# Гольденвейзер, Алексей Александрович
Алексей Александрович Гольденвейзер (27 ноября [9 декабря] 1890, Киев — 4 сентября 1979, Нью-Йорк) — российский и украинский юрист, адвокат и педагог; немецкий и американский издатель, общественный деятель русской эмиграции, писатель, мемуарист.

## Биография
Родился в семье кандидата прав, коллежского ассессора Александра Соломоновича Гольденвейзера и Софьи Григорьевны (Гершевны) Мунштейн (?, Екатеринослав — 1926, Висбаден). Учился в 1-й Киевской гимназии. Окончил Киевский университет святого Владимира, слушатель Гейдельбергского и Берлинского университетов. Арестован 3 ноября 1910 года вместе с группой студентов Университета святого Владимира «за разброску в здании университета прокламаций в память казнённого Балмашева». По данным Охранного отделения, принадлежал к студенческой фракции партии социалистов-революционеров. Повторно арестован в мае 1911 года.
Читал лекции по теории права, государственному праву в Киевском университете. В 1917 году — секретарь Совета объединённых еврейских организаций Киева, член Киевского исполнительного комитета от совета объединённых еврейских организаций, член Центральной рады Украинской Народной Республики (Малая рада, апрель 1918). Один из организаторов еврейского демократического союза «Единение» в Киеве, делегат Всероссийской еврейской конференции в Петрограде (июль 1917).
28 июля 1921 года Алексей Гольденвейзер вместе с женой Евгенией Львовной (урождённой Гинзбург, 1889—1976) оставил Киев и через Польшу уехал в Германию. Гольденвейзеры прожили в Берлине около шестнадцати лет. В Берлине Алексей Гольденвейзер выпустил, в частности, книги «Из киевских воспоминаний» (1921) и «Якобинцы и большевики: психологические параллели» (1922). Член исполкома Союза русских евреев и правления Союза русской присяжной адвокатуры в Германии (секретарь его рефератной комиссии, 1925—1937; с 1928 года заместитель председателя правления Б. Л. Гершуна); член русского постоянного третейского суда в Берлине и берлинского отделения Комитета съездов русских юристов за границей. В 1927 году основал в Берлине Русское республиканско-демократическое объединение в Германии, задуманное как внепартийное объединение русских граждан, признающих необходимым становление в России республиканско-демократического строя. Был его председателем все годы существования объединения (1927—1932). Вплоть до своего отъезда из Берлина занимался активной адвокатской практикой, главным образом вёл гражданские дела. Публиковался в берлинской газете «Руль», парижских «Последних новостях» и «Звене», нью-йоркской газете «Утро» (1922), в рижской газете «Народная мысль» (1922—1925), выступал с международными политическими и экономическими обзорами, печатал книжные рецензии.
В 1937 году Гольденвейзеры были вынуждены уехать из нацистской Германии в Америку (в декабре 1943 года сёстры Алексея Александровича были арестованы нацистами в Ницце). С 1938 года жили в Нью-Йорке. В 1942 году А. А. Гольденвейзер основал Общество русских юристов. В 1944 году выпустил книгу о Якове Тейтеле и сборник статей и речей «В защиту права». В годы Второй мировой войны помогал иммиграции из оккупированной Европы. В 1950-е годы защищал в юридических инстанциях интересы граждан, предъявлявших претензии к немецкому правительству.
Публиковался в «The Russian Review». Соавтор двухтомной «Книги о русском еврействе» (1960, 1968).
Скончался 4 сентября 1979 года в Нью-Йорке.

## Семья
- Братья — Александр Гельденвейзер, антрополог, и Эммануил Гольденвейзер, экономист[11]. Сёстры Елена Гольденвейзер и Надежда Фельдзер (близнецы[12], 1 сентября 1881—1944) были арестованы под Ниццей в декабре 1943 года, депортированы в концентрационный лагерь Дранси, оттуда в Освенцим, где погибли[13][14][15].
- Жена (с 26 июля 1912 года)[16] — Евгения Львовна Гольденвейзер (урождённая Гинзбург; 9 апреля 1889 — 1 ноября 1976)[17], дочь киевского купца первой гильдии, потомственного почётного гражданина Льва Борисовича Гинзбурга.
- Дядя (родной брат матери) — поэт и драматург Леонид Григорьевич Мунштейн, был женат на Т. Л. Щепкиной-Куперник.

## Книги
- Гольденвейзер А. А. Зачатки банкового дела.// Банковая энциклопедия / Под общей редакцией профессора Л. Н. Яснопольского. Т. 1 — Киев: Типография Киевской 2-й артели, 1914.
- Гольденвейзер А. А. Якобинцы и большевики: психологические параллели. — Берлин: Мысль, 1922. — 55 с.
- Гольденвейзер А. А. Из киевских воспоминаний (1917—1920 гг). — Архив русской революции издаваемый И. В. Гессеном. — Берлин: Slowo-Verlag, 1922. — Т. VI. — С. 161—303. — 366 с. В кн. «Архив русской революции». В 22 тт. Т. 5—6. М., «Терра»—Политиздат, 1991.
- А. А. Гольденвейзер. Я. Л. Тейтель (1850—1935). Нью-Йорк, 1944.
- А. А. Гольденвейзер. В защиту права (статьи и речи). Нью-Йорк: Издательство имени Чехова, 1952. — 266 с.
- А. А. Гольденвейзер. Впечатления русского юриста в Америке: юридические факультеты — суды — адвокатура. Нью-Йорк: Союз русских евреев, 1954; Париж: Объединение русской присяжной адвокатуры во Франции, 1954. — 41 с.
- М. М. Новиков, К. Г. Белоусов, А. А. Гольденвейзер, Г. И. Новицкий, В. А. Юревич. Двухсотлетие Московского университета, 1755—1955: Празднование в Америке (Moscow University Bicentennial, 1755—1955: Celebration in America). Организационный комитет по празднованию юбилея. Нью-Йорк, 1956. — 150 с.
- А. А. Гольденвейзер, Я. Г. Фрумкин, Г. Я. Аронсон. Книга о русском еврействе. Том 1: 1860—1917; том 2: 1917—1967. Нью-Йорк: Союз русских евреев, 1960 и 1968. — 467 с.; М.: Мосты культуры — Гешарим, 2002.
- А. А. Гольденвейзер. Правовое положение евреев в России. Нью-Йорк: Союз русских евреев, 1960. — 44 с.
- Alexis Goldenweiser, Jacob Frumkin, Gregory Aronson. Russian Jewry (1860—1917). New York: Thomas Yoseloff, 1966.
- Alexis Goldenweiser, Jacob Frumkin, Gregory Aronson. Russian Jewry (1917—1967). New York: Thomas Yoseloff, 1969.